# Sami Helal
Sami Helal (* 19. Oktober 1988) ist ein tunesischer Fußballspieler.

## Karriere
Der Torhüter begann seine Karriere bei Espérance Tunis. 2010 wurde er an den Zweitligisten ES Béni Khalled ausgeliehen, mit dem er in die Ligue Professionelle 1 aufstieg. Dort wurde er jedoch in der Saison 2011/12 mit ESBK nur Letzter. Danach wechselte Helal zum Aufsteiger Stade Gabèsien, mit dem er in der Saison 2013/14 den siebten Platz erreichte. Anschließend ging Helal zurück zu Espérance. 2015 wurde er bei der Dopingkontrolle nach dem Viertelfinalspiel des Tunesischen Pokals positiv getestet und für zwei Jahre gesperrt. Er wurde nach Ablauf der Sperre von Gabèsien fest verpflichtet, kam aber über die Rolle des Ersatzkeepers nicht hinaus. Ebenso verhielt es sich bei seiner Station seit 2020, Stade Tunisien.